# Turn- und Sportverein München von 1860 2005-2006
Questa voce raccoglie le informazioni riguardanti il Monaco 1860 nelle competizioni ufficiali della stagione 2005-2006.

## Stagione
Nella stagione 2005-2006 il Monaco 1860, allenato da Reiner Maurer e Walter Schachner, concluse il campionato di 2. Bundesliga al 13º posto. In Coppa di Germania il Monaco 1860 fu eliminato ai quarti di finale dall'Eintracht Francoforte.

## Rosa
| N. |                                | Ruolo | Calciatore           |
| -- | ------------------------------ | ----- | -------------------- |
| 1  | Germania (bandiera)            | P     | Michael Hofmann      |
| 2  | Germania (bandiera)            | D     | Fabian Lamotte       |
| 3  | Svizzera (bandiera)            | D     | Rémo Meyer           |
| 4  | Paesi Bassi (bandiera)         | D     | Quido Lanzaat        |
| 5  | Serbia e Montenegro (bandiera) | D     | Slobodan Komljenović |
| 6  | Rep. Ceca (bandiera)           | C     | Roman Týce           |
| 7  | Brasile (bandiera)             | D     | Rodrigo Costa        |
| 8  | Cina (bandiera)                | C     | Shao Jiayi           |
| 9  | Germania (bandiera)            | A     | Stefan Reisinger     |
| 10 | Germania (bandiera)            | C     | Steffen Hofmann      |
| 11 | Rep. Ceca (bandiera)           | A     | Michał Kolomazník    |
| 12 | Germania (bandiera)            | P     | Timo Ochs            |
| 13 | Austria (bandiera)             | C     | Harald Cerny         |
| 14 | Germania (bandiera)            | C     | Marco Gebhardt       |
| 17 | Germania (bandiera)            | A     | Emmanuel Krontiris   |

| N. |                                | Ruolo | Calciatore         |
| -- | ------------------------------ | ----- | ------------------ |
| 18 | Australia (bandiera)           | A     | Paul Agostino      |
| 19 | Germania (bandiera)            | C     | Matthias Lehmann   |
| 21 | Germania (bandiera)            | D     | Christoph Janker   |
| 22 | Germania (bandiera)            | A     | Nicky Adler        |
| 23 | Serbia e Montenegro (bandiera) | A     | Nemanja Vučićević  |
| 24 | Germania (bandiera)            | C     | Daniel Baier       |
| 25 | Canada (bandiera)              | C     | Nikolas Ledgerwood |
| 26 | Germania (bandiera)            | D     | Patrick Milchraum  |
| 27 | Germania (bandiera)            | C     | Björn Ziegenbein   |
| 28 | Nigeria (bandiera)             | C     | Pascal Ojigwe      |
| 30 | Polonia (bandiera)             | D     | Łukasz Szukała     |
| 33 | Stati Uniti (bandiera)         | D     | Fabian Johnson     |
| 35 | Germania (bandiera)            | C     | Marcel Schäfer     |
| 44 | Germania (bandiera)            | D     | Torben Hoffmann    |

## Organigramma societario
Area tecnica
- Allenatore: Walter Schachner
- Allenatore in seconda: Günther Gorenzel-Simonitsch, Bernhard Trares
- Preparatore dei portieri: Peter Sirch, Jürgen Wittmann
- Preparatori atletici:

## Calciomercato

### Sessione estiva
| Acquisti | Acquisti         | Acquisti              | Acquisti |
| R.       | Nome             | da                    | Modalità |
| -------- | ---------------- | --------------------- | -------- |
| D        | Torben Hoffmann  | Eintracht Francoforte |          |
| D        | Fabian Lamotte   | Schalke 04            |          |
| A        | Stefan Reisinger | Wacker Burghausen     |          |

| Cessioni | Cessioni           | Cessioni          | Cessioni |
| R.       | Nome               | da                | Modalità |
| -------- | ------------------ | ----------------- | -------- |
| D        | Erol Bulut         | Olympiacos        |          |
| D        | Stefan Frühbeis    | Unterhaching      |          |
| P        | Thomas Gebauer     | Bayreuth          |          |
| C        | Karlheinz Pflipsen | Union Weißkirchen |          |
| C        | Thomas Wörle       | Kickers Offenbach |          |

### Sessione invernale
| Acquisti | Acquisti        | Acquisti     | Acquisti |
| R.       | Nome            | da           | Modalità |
| -------- | --------------- | ------------ | -------- |
| C        | Steffen Hofmann | Rapid Vienna |          |

| Cessioni | Cessioni         | Cessioni     | Cessioni |
| R.       | Nome             | da           | Modalità |
| -------- | ---------------- | ------------ | -------- |
| C        | Christian Holzer | Unterhaching |          |

## Risultati

### 2. Bundesliga

#### Girone di andata
| Arbitro: | Gagelmann |

|                 |           |                          |
| Velkoborský 15’ | Marcatori | 60’ Costa 89’ Kolomazník |

| Arbitro: | Drees |

|                                               |           |                  |
| Agostino 3’, 16’ Vučićević 60’ Kolomazník 78’ | Marcatori | 88’ (aut.) Costa |

| Arbitro: | Kircher |

|                           |           |                          |
| Timm 43’ Barut 87’ (rig.) | Marcatori | 19’ Hoffmann 69’ Schäfer |

| Arbitro: | Gräfe |

|                    |           |                  |
| Lehmann 81’ (rig.) | Marcatori | 17’, 29’ Vorbeck |

| Arbitro: | Meyer |

|                   |           |                                                                   |
| Dorn 55’ Judt 86’ | Marcatori | 17’ Milchraum 21’ Hoffmann 43’ Vučićević 69’ Kolomazník 90’ Cerny |

| Arbitro: | Gagelmann |

|  |           |                 |
|  | Marcatori | 53’ (rig.) Aogo |

| Arbitro: | Schmidt |

|              |           |  |
| Agostino 76’ | Marcatori |  |

| Arbitro: | Weiner |

|              |           |  |
| Maltritz 88’ | Marcatori |  |

| Arbitro: | Anklam |

|              |           |  |
| Hoffmann 18’ | Marcatori |  |

| Arbitro: | Schößling |

|              |           |                       |
| Lintjens 49’ | Marcatori | 37’ Cerny 40’ Lehmann |

| Monaco di Baviera 31 ottobre 2005, ore 20:15 CET 11ª giornata | Monaco 1860 | 0 – 0 referto | Alemannia Aquisgrana | Allianz Arena (51 800 spett.)\| Arbitro: \| Rafati \| |
| Arbitro:                                                      | Rafati      |               |                      |                                                       |

| Arbitro: | Schriever |

|          |           |           |
| Shao 68’ | Marcatori | 36’ Demir |

| Arbitro: | Kuhl |

|            |           |                         |
| Dundee 47’ | Marcatori | 17’ Shao 32’ Kolomazník |

| Arbitro: | Lupp |

|                |           |                                           |
| Kolomazník 53’ | Marcatori | 13’, 75’ Aygün 41’ Frühbeis 70’ Omodiagbe |

| Saarbrücken 11 dicembre 2005, ore 15:00 CET 16ª giornata | Saarbrücken | 0 – 0 referto | Monaco 1860 | Ludwigsparkstadion (7 800 spett.)\| Arbitro: \| Kempter \| |
| Arbitro:                                                 | Kempter     |               |             |                                                            |

| Arbitro: | Kinhöfer |

|                             |           |                         |
| Kolomazník 22’ Agostino 83’ | Marcatori | 43’, 68’ Silva 66’ Radu |

| Monaco di Baviera 20 gennaio 2006, ore 19:00 CET 18ª giornata | Monaco 1860 | 0 – 0 referto | LR Ahlen | Allianz Arena (20 800 spett.)\| Arbitro: \| Fandel \| |
| Arbitro:                                                      | Fandel      |               |          |                                                       |

#### Girone di ritorno
| Arbitro: | Schmidt |

|                                                 |           |             |
| Kern 22’ von Walsleben-Schied 62’ Rydlewicz 74’ | Marcatori | 90’ Hofmann |

| Arbitro: | Meyer |

|                       |           |                    |
| Meyer 10’ Lehmann 15’ | Marcatori | 35’, 81’ Andreasen |

| Arbitro: | Wagner |

|                       |           |  |
| Bröker 36’ Votava 69’ | Marcatori |  |

| Arbitro: | Sahler |

|              |           |             |
| Gebhardt 58’ | Marcatori | 50’ Diabang |

| Arbitro: | Rafati |

|                  |           |              |
| Iashvili 6’, 51’ | Marcatori | 24’ Agostino |

| Arbitro: | Stachowiak |

|                                      |           |                                      |
| Holsing 10’ Kuru 15’ Bick 86’ (rig.) | Marcatori | 5’ Agostino 37’ Lehmann 55’ Gebhardt |

| Arbitro: | Meyer |

|  |           |              |
|  | Marcatori | 69’ Butscher |

| Arbitro: | Seemann |

|  |           |              |
|  | Marcatori | 12’ Gebhardt |

| Arbitro: | Welz |

|                            |           |  |
| Agostino 24’, 89’ Shao 54’ | Marcatori |  |

| Arbitro: | Fandel |

|           |           |  |
| Hertl 52’ | Marcatori |  |

| Arbitro: | Gräfe |

|            |           |  |
| Ebbers 11’ | Marcatori |  |

| Arbitro: | Weiner |

|             |           |            |
| Hofmann 59’ | Marcatori | 90’ Krejčí |

| Arbitro: | Drees |

|                               |           |  |
| Klinka 14’ Juskowiak 34’, 62’ | Marcatori |  |

| Arbitro: | Brombacher |

|                            |           |  |
| Shao 5’ Lehmann 20’ (rig.) | Marcatori |  |

| Arbitro: | Rafati |

|            |           |  |
| Oswald 54’ | Marcatori |  |

| Arbitro: | Kinhöfer |

|              |           |  |
| Milchraum 7’ | Marcatori |  |

| Arbitro: | Meyer |

|                                            |           |              |
| Berhalter 42’ (rig.) Silva 54’ McKenna 78’ | Marcatori | 21’ Agostino |

### Coppa di Germania
| Arbitro: | Dingert |

|                |           |                        |
| Schaffrath 12’ | Marcatori | 68’ Costa 73’ Agostino |

| Arbitro: | Kircher |

|                                    |           |                        |
| Shao 37’ Lehmann 42’ Vučićević 85’ | Marcatori | 48’ Anfang 66’ Lottner |

| Arbitro: | Gagelmann |

|           |           |                                  |
| Sanou 77’ | Marcatori | 90’ Shao 96’ Agostino 106’ Meyer |

| Arbitro: | Kinhöfer |

|               |           |                                     |
| Reisinger 11’ | Marcatori | 21’ Copado 77’ Amanatidīs 90’ Meier |

## Statistiche

### Statistiche di squadra
| Competizione      | Punti | In casa | In casa | In casa | In casa | In casa | In casa | In trasferta | In trasferta | In trasferta | In trasferta | In trasferta | In trasferta | Totale | Totale | Totale | Totale | Totale | Totale | DR |
| Competizione      | Punti | G       | V       | N       | P       | Gf      | Gs      | G            | V            | N            | P            | Gf           | Gs           | G      | V      | N      | P      | Gf     | Gs     | DR |
| ----------------- | ----- | ------- | ------- | ------- | ------- | ------- | ------- | ------------ | ------------ | ------------ | ------------ | ------------ | ------------ | ------ | ------ | ------ | ------ | ------ | ------ | -- |
| 2. Bundesliga     | 42    | 17      | 6       | 6       | 5       | 21      | 17      | 17           | 5            | 3            | 9            | 20           | 27           | 34     | 11     | 9      | 14     | 41     | 44     | -3 |
| Coppa di Germania | -     | 2       | 1       | 0       | 1       | 4       | 5       | 2            | 2            | 0            | 0            | 5            | 2            | 4      | 3      | 0      | 1      | 9      | 7      | +2 |
| Totale            | 42    | 19      | 7       | 6       | 6       | 25      | 22      | 19           | 7            | 3            | 9            | 25           | 29           | 38     | 14     | 9      | 15     | 50     | 51     | -1 |

### Andamento in campionato
| Giornata  | 1 | 2 | 3 | 4 | 5 | 6 | 7 | 8 | 9 | 10 | 11 | 12 | 13 | 14 | 15 | 16 | 17 | 18 | 19 | 20 | 21 | 22 | 23 | 24 | 25 | 26 | 27 | 28 | 29 | 30 | 31 | 32 | 33 | 34 |
| --------- | - | - | - | - | - | - | - | - | - | -- | -- | -- | -- | -- | -- | -- | -- | -- | -- | -- | -- | -- | -- | -- | -- | -- | -- | -- | -- | -- | -- | -- | -- | -- |
| Luogo     | T | C | T | C | T | C | C | T | C | T  | C  | C  | T  | C  | T  | C  | C  | T  | C  | T  | C  | T  | T  | C  | T  | C  | T  | T  | C  | T  | C  | T  | C  | T  |
| Risultato | V | V | N | P | V | P | V | P | V | V  | N  | N  | V  | P  | N  | P  | N  | P  | N  | P  | N  | P  | N  | P  | V  | V  | P  | P  | N  | P  | V  | P  | V  | P  |
| Posizione | 5 | 1 | 1 | 7 | 2 | 5 | 3 | 7 | 4 | 3  | 3  | 6  | 7  | 4  | 7  | 7  | 9  | 9  | 11 | 13 | 13 | 11 | 13 | 13 | 13 | 13 | 13 | 13 | 13 | 13 | 12 | 14 | 13 | 13 |

Legenda:

Luogo: C = Casa; T = Trasferta. Risultato: V = Vittoria; N = Pareggio; P = Sconfitta.

### Statistiche dei giocatori
| Giocatore      | 2. Bundesliga | 2. Bundesliga | 2. Bundesliga | 2. Bundesliga | Coppa di Germania | Coppa di Germania | Coppa di Germania | Coppa di Germania | Totale   | Totale | Totale      | Totale     |
| Giocatore      | Presenze      | Reti          | Ammonizioni   | Espulsioni    | Presenze          | Reti              | Ammonizioni       | Espulsioni        | Presenze | Reti   | Ammonizioni | Espulsioni |
| -------------- | ------------- | ------------- | ------------- | ------------- | ----------------- | ----------------- | ----------------- | ----------------- | -------- | ------ | ----------- | ---------- |
| N. Adler       | 8             | 0             | 3             | 0             | 1                 | 0                 | 0                 | 0                 | 9        | 0      | 3           | 0          |
| P. Agostino    | 31            | 9             | 0             | 1             | 3                 | 2                 | 0                 | 0                 | 34       | 11     | 0           | 1          |
| D. Baier       | 31            | 0             | 4             | 0             | 4                 | 0                 | 2                 | 0                 | 35       | 0      | 6           | 0          |
| H. Cerny       | 9             | 2             | 0             | 0             | 3                 | 0                 | 0                 | 0                 | 12       | 2      | 0           | 0          |
| R. Costa       | 19            | 1             | 7             | 0             | 4                 | 1                 | 1                 | 0                 | 23       | 2      | 8           | 0          |
| M. Gebhardt    | 17            | 3             | 4             | 0             | 2                 | 0                 | 1                 | 0                 | 19       | 3      | 5           | 0          |
| T. Hoffmann    | 29            | 3             | 4             | 0             | 3                 | 0                 | 0                 | 0                 | 32       | 3      | 4           | 0          |
| M. Hofmann     | 1             | 0             | 1             | 0             | 4                 | 0                 | 0                 | 0                 | 5        | 0      | 1           | 0          |
| S. Hofmann     | 16            | 2             | 3             | 0             | 1                 | 0                 | 0                 | 0                 | 17       | 2      | 3           | 0          |
| C. Janker      | 4             | 0             | 0             | 0             | 0                 | 0                 | 0                 | 0                 | 4        | 0      | 0           | 0          |
| F. Johnson     | 4             | 0             | 0             | 0             | 0                 | 0                 | 0                 | 0                 | 4        | 0      | 0           | 0          |
| M. Kolomazník  | 16            | 6             | 2             | 0             | 2                 | 0                 | 0                 | 0                 | 18       | 6      | 2           | 0          |
| S. Komljenović | 8             | 0             | 1             | 0             | 0                 | 0                 | 0                 | 0                 | 8        | 0      | 1           | 0          |
| E. Krontiris   | 9             | 0             | 1             | 0             | 1                 | 0                 | 0                 | 0                 | 10       | 0      | 1           | 0          |
| F. Lamotte     | 23            | 0             | 5             | 0             | 2                 | 0                 | 0                 | 0                 | 25       | 0      | 5           | 0          |
| Q. Lanzaat     | 14            | 0             | 9             | 0             | 2                 | 0                 | 1                 | 0                 | 16       | 0      | 10          | 0          |
| N. Ledgerwood  | 3             | 0             | 0             | 0             | 1                 | 0                 | 0                 | 0                 | 4        | 0      | 0           | 0          |
| M. Lehmann     | 32            | 5             | 11            | 0             | 3                 | 1                 | 1                 | 0                 | 35       | 6      | 12          | 0          |
| R. Meyer       | 24            | 1             | 5             | 0             | 4                 | 1                 | 1                 | 0                 | 28       | 2      | 6           | 0          |
| P. Milchraum   | 20            | 2             | 4             | 0             | 3                 | 0                 | 0                 | 0                 | 23       | 2      | 4           | 0          |
| T. Ochs        | 33            | 0             | 2             | 0             | 0                 | 0                 | 0                 | 0                 | 33       | 0      | 2           | 0          |
| P. Ojigwe      | 0             | 0             | 0             | 0             | 0                 | 0                 | 0                 | 0                 | 0        | 0      | 0           | 0          |
| S. Reisinger   | 25            | 0             | 4             | 0             | 3                 | 1                 | 0                 | 0                 | 28       | 1      | 4           | 0          |
| M. Schäfer     | 32            | 1             | 3             | 0             | 3                 | 0                 | 1                 | 0                 | 35       | 1      | 4           | 0          |
| J. Shao        | 25            | 4             | 4             | 0             | 3                 | 2                 | 1                 | 0                 | 28       | 6      | 5           | 0          |
| Ł. Szukała     | 14            | 0             | 0             | 0             | 0                 | 0                 | 0                 | 0                 | 14       | 0      | 0           | 0          |
| R. Týce        | 3             | 0             | 0             | 0             | 0                 | 0                 | 0                 | 0                 | 3        | 0      | 0           | 0          |
| N. Vučićević   | 10            | 2             | 1             | 0             | 2                 | 1                 | 1                 | 0                 | 12       | 3      | 2           | 0          |
| B. Ziegenbein  | 6             | 0             | 0             | 0             | 0                 | 0                 | 0                 | 0                 | 6        | 0      | 0           | 0          |